# エボコ・イケチュク・ジョン
エボコ・イケチュク・ジョン（英語: Eboko Ikechukwu John、2003年11月24日 - ）は、ナイジェリアのサッカー選手。ポジションはFW。

## 来歴
エヌグ・レンジャーズFCで選手となり、2022年1月30日に行われたナイジェリア・プロフェッショナル・フットボールリーグで選手初出場を記録した。同年3月2日に選手初得点を記録した。
2023年8月18日にJ3リーグ・ギラヴァンツ北九州に移籍した。同年9月9日に行われたヴァンラーレ八戸戦で野瀬龍世に代わって投入されてJリーグ初出場を記録した。

## 個人成績
| 2022-23 | エヌグ       | 32           | NPFL   | 4        | 1        | -      | -      | 4        | 1        |
| 日本    | 日本         | 日本         | 日本   | リーグ戦 | リーグ戦 | 天皇杯 | 天皇杯 | 期間通算 | 期間通算 |
| 2023    | 北九州       | 31           | J3     | 5        | 0        | -      | -      |          |          |
| 通算    | ナイジェリア | ナイジェリア | NPFL   | 4        | 1        | 0      | 0      | 4        | 1        |
| 通算    | 日本         | 日本         | J3     |          |          | 0      | 0      |          |          |
| 総通算  | 総通算       | 総通算       | 総通算 | 4        | 1        | 0      | 0      | 4        | 1        |